# Giải BAFTA lần thứ 40
Giải BAFTA lần thứ 40 được trao bởi Viện Hàn lâm Nghệ thuật Điện ảnh và Truyền hình Anh Quốc năm 1987 để tôn vinh những bộ phim xuất sắc nhất năm 1986.
A Room with a View của James Ivory giành giải Phim hay nhất, Nữ diễn viên chính, Nữ diễn viên phụ, Thiết kế sản xuất và Thiết kế phục trang xuất sắc nhất. Hannah and Her Sisters của Woody Allen giành hai giải: Đạo diễn và Kịch bản gốc xuất sắc nhất.

## Chiến thắng và đề cử
Giải FellowshipFederico Fellini
Giải Đóng góp nổi bật cho điện ảnh Anh QuốcFilm Production Executives
| Phim hay nhất A Room with a View – Ismail Merchant và James Ivory - Hannah and Her Sisters – Robert Greenhut và Woody Allen - The Mission – Fernando Ghia, David Puttnam và Roland Joffé - Mona Lisa – Stephen Woolley, Patrick Cassavetti và Neil Jordan                                                                                          | Đạo diễn xuất sắc nhất Woody Allen – Hannah and Her Sisters - James Ivory – A Room with a View - Neil Jordan – Mona Lisa - Roland Joffé – The Mission |
| Nam diễn viên chính xuất sắc nhất Bob Hoskins – Mona Lisa vai George - Michael Caine – Hannah and Her Sisters vai Elliot - Paul Hogan – Crocodile Dundee vai Michael Dundee - Woody Allen – Hannah and Her Sisters vai Mickey | Nữ diễn viên chính xuất sắc nhất Maggie Smith – A Room with a View vai Charlotte Bartlett - Cathy Tyson – Mona Lisa vai Simone - Meryl Streep – A Room with a View vai Karen Blixen - Mia Farrow – Hannah and Her Sisters vai Hannah                                                                       |
| Nam diễn viên phụ xuất sắc nhất Ray McAnally – The Mission vai Cardinal Altamirano - Denholm Elliott – A Room with a View vai Emerson - Klaus Maria Brandauer – Out of Africa vai Bror và Hans - Simon Callow – A Room with a View vai Beebe | Nữ diễn viên phụ xuất sắc nhất Judi Dench – A Room with a View vai Eleanor Lavish - Barbara Hershey – Hannah and Her Sisters vai Lee - Rosanna Arquette – After Hours vai Marcy Franklin - Rosemary Leach – A Room with a View vai Bà Honeychurch                                                          |
| Kịch bản gốc xuất sắc nhất Hannah and Her Sisters – Woody Allen - Crocodile Dundee – Paul Hogan, Ken Shadie và John Cornell - The Mission – Robert Bolt - Mona Lisa – Neil Jordan và David Leland | Kịch bản chuyển thể xuất sắc nhất Out of Africa – Kurt Luedtke - Children of a Lesser God – Hesper Anderson và Mark Medoff - The Color Purple – Menno Meyjes - Ran – Kurosawa Akira, Hideo Oguni và Masato Ide - A Room with a View – Ruth Prawer Jhabvala                                                 |
| Quay phim xuất sắc nhất Out of Africa – David Watkin - The Mission – Chris Menges - Ran – Takao Saito và Masaharu Ueda - A Room with a View – Tony Pierce-Roberts | Thiết kế phục trang xuất sắc nhất A Room with a View – Jenny Beavan và John Bright - The Mission – Enrico Sabbatini - Out of Africa – Milena Canonero - Ran – Emi Wada |
| Dựng phim xuất sắc nhất The Mission – Jim Clark - Hannah and Her Sisters – Susan E. Morse - Mona Lisa – Lesley Walker - A Room with a View – Humphrey Dixon | Hóa trang và làm tóc xuất sắc nhất Ran – Shohichiro Meda, Tameyuki Aimi, Chihako Naito và Noriko Takamizawa - Aliens – Peter Robb-King - Dreamchild – Jenny Shircore - Sid and Nancy – Peter Frampton |
| Nhạc phim hay nhất The Mission – Ennio Morricone - Out of Africa – John Barry - A Room with a View – Richard Robbins - Round Midnight – Herbie Hancock | Thiết kế sản xuất xuất sắc nhất A Room with a View – Gianni Quaranta và Brian Ackland-Snow - Aliens – Peter Lamont - The Mission – Stuart Craig - Ran – Yoshirō Muraki và Shinobu Muraki |
| Âm thanh xuất sắc nhất Out of Africa – Tom McCarthy Jr., Peter Handford và Chris Jenkins - Aliens – Don Sharpe, Roy Charman và Graham V. Hartstone - The Mission – Ian Fuller, Bill Rowe và Clive Winter - A Room with a View – Tony Lenny, Ray Beckett và Richard King                                                                            | Hiệu ứng hình ảnh đặc biệt xuất sắc nhất Aliens – Robert Skotak, Brian Johnson, John Richardson, Stan Winston và Suzanne M. Benson - Dreamchild – Duncan Kenworthy, John Stephenson và Chris Carr - Labyrinth – Roy Field, Brian Froud, George Gibbs và Tony Dunsterville - The Mission – Peter Hutchinson |
| Phim tài liệu hay nhất Shoah – Claude Lanzmann - British Cinema: Personal View A Turnip Head's Guide to the British Cinema – Alan Parker - Equinox: Prisoner of Consciousness – John Dollar - Forty Minutes: The Fishing Party – Paul Watson - Omnibus: The Mission – Robin Laugh - Viewpoint 86: Afghanistan: The Agony of a Nation – Sandy Gall  | Phim không nói tiếng Anh hay nhất Ran – Serge Silberman, Masato Hara và Kurosawa Akira - Betty Blue – Jean-Jacques Beineix - Ginger and Fred – Alberto Grimaldi và Federico Fellini - Otello – Menahem Golan, Yoram Globus và Franco Zeffirelli                                                            |
| Phim hoạt hình ngắn hay nhất SuperTed – David Edward and Robin Lyons - Danger Mouse – Brian Cosgrove và Mark Hall - Max Headroom's Giant Christmas Turkey – David Hiller - Paddington Goes to School – Martin Pullen - Thomas the Tank Engine and Friends – Robert Cardona và David Mitton - The Wind in the Willows – Brian Cosgrove và Mark Hall | Phim ngắn hay nhất La Boule – Simon Shore - King's Christmas – Graham Dixon - Mohammed's Daughter – Suri Krishnamma - Night Movie – Gur Heller |

## Thống kê
| Số lượng | Phim                   |
| -------- | ---------------------- |
| 15       | A Room with a View     |
| 11       | The Mission            |
| 8        | Hannah and Her Sisters |
| 6        | Mona Lisa              |
| 6        | Out of Africa          |
| 6        | Ran                    |
| 4        | Aliens                 |
| 2        | Crocodile Dundee       |
| 2        | Dreamchild             |

| Số lượng | Phim                   |
| -------- | ---------------------- |
| 5        | A Room with a View     |
| 3        | The Mission            |
| 3        | Out of Africa          |
| 2        | Hannah and Her Sisters |
| 2        | Ran                    |